# 1774
1774. је била проста година.

## Догађаји

### Мај
- 10. мај — Луј XVI постао краљ Француске након смрти свог деде, Луја XV.

### Јун
- 16./17. јун — Енглески истраживач Џејмс Кук постао први Европљанин који је видео (и именовао) Палмерсоново острво у Великом тихом океану.

### Јул
- 21. јул — Русија и Турска су склопиле Кучуккаинарџијски мир којим је окончан Руско-турски рат.

### Септембар
- 5. септембар — У Филаделфији је почео Први Континентални конгрес на којем су се представници 13 америчких колонија успротивили британском утицају у Северној Америци.

## Рођења

### Јануар
- Непознат датум - Лука Лазаревић, српски војвода. († 1852)